# Виктор, Джон
Йоахим Ян Хендрик (Джон) Виктор (нидерл. Joachim Jan Hendrik (John) Victor), 15 апреля 1892, Брендфорт, Оранжевое Свободное Государство — 22 сентября 1935, Йоханнесбург, ЮАС) — южноафриканский легкоатлет, бегун на средние дистанции.

## Биография
Джон Виктор родился 15 апреля 1892 года в городе Брендфорт в Оранжевом Свободном Государстве (сейчас в ЮАР).
В 1912 году вошёл в состав сборной ЮАС по лёгкой атлетике на летних Олимпийских играх в Стокгольме. Выступал в двух дисциплинах — беге на 800 и 1500 метров.
На 800-метровке занял 3-е место среди четырёх участников предварительного забега (при одном не финишировавшем). Путёвку в финал получили только первые двое — канадец Мел Брок (с результатом 1 минута 57,0 секунды) и американец Тед Мередит.
В беге на 1500 метров также занял 3-е место в предварительном забеге при семи участниках, показав результат 4.12,7. В финал вышли первые двое - британец Арнольд Джексон (4.10,8) и американец Джон Пол Джонс (4.12,4).
Умер 22 сентября 1935 года в южноафриканском городе Йоханнесбург.

## Личные рекорды
- Бег на 800 метров — 1.57,0 (1912)[1]
- Бег на 1 милю — 4.36,2 (1911)[1]